# (145452) Ritona
(145452) Ritona est un objet transneptunien faisant partie des cubewanos. Il a été découvert le 10 septembre 2005 par Andrew C. Becker, Andrew W. Puckett et Jeremy M. Kubica à l'observatoire d'Apache Point à Sunspot (Nouveau-Mexique)

## Caractéristiques
(145452) Ritona mesure environ 730 km de diamètre.

## Orbite
L'orbite de Ritona possède un demi-grand axe de 41,677 ua et une période orbitale d'environ 269 ans. Son périhélie l'amène à 40,563 ua du Soleil et son aphélie l'en éloigne de 42,79 ua.

## Étymologie
Ce cubewano est nommé en référence à Ritona.